# Comté de Douglas (Washington)
Pour les articles homonymes, voir Comté de Douglas.
Le comté de Douglas (anglais: Douglas County) est un des 39 comtés de l'État américain de Washington. Selon le recensement de 2000, sa population est de 38 431 habitants.

## Géolocalisation
| Comté de Kittitas | Comté d'Okanogan |  |
| Comté de Chelan   | Comté de Douglas |  |
|                   | Comté de Grant   |  |

Il partage aussi sa frontière au nord avec la Colombie-Britannique (Canada).

## Transports
- U.S. Route 2
- U.S. Route 97

## Villes
- Bridgeport
- Coulee Dam (partial)
- East Wenatchee
- East Wenatchee Bench
- Mansfield
- Rock Island
- Waterville